# Lake Miwok
Lake Miwok (Tuleyome),  Jedna od sedam grana Miwok Indijanaca, porodica Moquelumnan, nastanjeni u bazenu jezera Clear Lake, okrug Lake, Kalifornija. Lake Miwok sami sebe i svoju domovinu nazivaju Tuleyome, u značennju "Deep Home Place", a i ime njihovog glavnog sela u Excelsior Valleyu, tri milje južno od Lower Lake.  Sela oko Guenoca nazivana su imenom Oleyome.
Tuleyome žive u polupodzemnim kućama dok su svoje ceremonije održavali u većim strukturama. Bili su eksperti u košaraštvu, ribarenju, bavili su se i sakupljanjem žira i održavali ceremonije kulta Kuksu, forma duha impersoniranog u Bole-maru (Big Head; Veliku glavu). Plesači nose na sebi velike ukrase za glavu koje predstavljaju duh Velikt glave.  Ovaj običaj kulta duha Kuksu poznaju i Pomo Indijanci, njima nesrodog ali susjednog plemena. 
Sela: 
- Kado' i'-yomi-pukut, Cookman Ranch.
- Kai-yomi-pukut, Pope Valley na granici Miwok teritorija.
- Kala'u-yomi, u Coyote Valley.
- Kawi-yomi, spominje Barrett (1908 b) možda Pomo porijekla.
- Kilinyo-ke, na Eaton Ranch u Coyote Valley.
- Ki'tsin-pukut,  u Coyote Valley.
- Laka'h-yomi, na Weldon's ranch milju i pol od Middletown i na Putah Creek.
- La'lmak-pukut, na sjeveru Middletowna.
- Ole'-yomi, u Coyote Valley na Putah Creek.
- Sha'lshal-pukut (i) Shanák-yomi-pukut, u Coyote Valley.
- Tsitsa-pukut,  spominje Barrett (1908 b), na sjeveru Miwok teritorija, prema Kroeberovom informantu zauzeto od Miwoka u kasnijem vremenu.
- Tsôk-yomi-pukut (ili) Shôkomi,  Pope Valley.
- Tsu'keliwa-pukut.
- Tu'bud or Tu'bul, prema Lower Lake.
- Tule'-yomi, blizu Lower Lake.
- Tumi'stumis-pukut, given by Barrett (1908 b).
- Wi'lok-yomi, možda je bilo od Wappo.
- Wodi'-daitepi, u Jerusalem Valley.
- Yawi'-yomi-pukut, kod sela Tsu'keliwa-pukut.

## Vanjske poveznice
- Pope Valley to Guenoc Valley  Arhivirana inačica izvorne stranice od 5. listopada 2006. (Wayback Machine)